# Cellula di Merkel
Le cellule di Merkel sono cellule recettoriali di forma ovale presenti nella pelle dei vertebrati. Hanno contatti sinaptici con gli afferenti somatosensoriali e sono localizzate tra i cheratinociti dello strato basale dell'epidermide. Presentano al loro interno dei granuli che contengono delle sostanze che si chiamano VIP e met-encefalina.
Le cellule di Merkel sono i più semplici sensori di tatto e registrano la pressione esercitata sulla cute. 
Sono definite come sensori proporzionali (o sensori P) nel senso che trasformano una pressione doppia sulla cute in un numero di potenziali d'azione al secondo doppio.
Possono diventare maligne e dare luogo al tumore della pelle conosciuto come il carcinoma a cellule di Merkel.

## Storia
Devono il loro nome a Robert Bonnet che le ha scoperte nel 1878 dopo l'anatomista tedesco del XIX secolo Friedrich Sigmund Merkel che fu il primo ad individuarne la fisiologia nel 1875.

## Localizzazione
Le cellule di Merkel si trovano nella pelle e in alcune parti della mucosa (stratum germinativum) di tutti i vertebrati.
Nella pelle dei mammiferi, le cellule di Merkel sono cellule evidenti nello strato basale (nella parte inferiore delle creste dei condotti sudoripari) dell'epidermide aventi un diametro approssimativo di 10 µm. 
Sono presenti anche in invaginazioni epidermiche della superficie della pianta del piede, nella mucosa labiale e nei polpastrelli.
Più spesso, sono associate alle terminazioni dei nervi sensoriali, conosciute come le terminazioni del nervo di Merkel (anche note come il complesso cellulo-neuronale). 
Sono associate con le fibre nervose somatosensoriali che si adattano lentamente (in inglese SA1).